# Triaenodes africanus
Triaenodes africanus är en nattsländeart som beskrevs av Georg Ulmer 1907. Triaenodes africanus ingår i släktet Triaenodes och familjen långhornssländor. Inga underarter finns listade i Catalogue of Life.